# جوزف پولیتزر
جوزف پولیتزر (به انگلیسی: Joseph Pulitzer)

(زاده ۱۰ آوریل ۱۸۴۷ - درگذشته ۲۹ اکتبر ۱۹۱۱) روزنامه‌نگار معروف آمریکایی و بنیان‌گذار جایزهٔ ادبی پولیتزر است.

## جوانی
جوزف پولیتزر در ۱۰ آوریل ۱۸۴۷ از پدری مجاری و یهودی‌تبار که بازرگانی توانگر بود و مادری آلمانی و کاتولیک در شهر مکو مجارستان زاده شد. در هفده سالگی تصمیم گرفت به سربازی برود و کوشید تا در فهرست ارتش اتریش برای اعزام به مکزیک و ارتش بریتانیا برای خدمت در هند قرار گیرد، اما ضعف دید و نحیف بودنش مانع از پذیرشش شد. در ۱۸۶۴ به آمریکا مهاجرت کرد و توانست در جنگ داخلی آمریکا وارد میدان شود و به رؤیای خود برای حضور در ارتش، جامهٔ عمل بپوشاند.
پس از این دوران به سنت لوئیز رفت. پولیتزر می‌توانست به خوبی به آلمانی و فرانسوی صحبت کند، اما انگلیسی‌اش بد بود، از این رو در اوقات بیکاری به مطالعهٔ زبان انگلیسی و حقوق می‌پرداخت. پس از چند سال کار و تلاش در۱۸۶۹ در روزنامه‌ای آلمانی زبان به نام وست لیش استخدام شد. در این زمان به حزب جمهوری‌خواه آمریکا گرایش یافت و برای پیروزی هوراس گریلی در انتخابات ریاست جمهوری تلاش فراوانی کرد؛ ولی با شکست این کاندیدا در انتخابات سال ۱۸۶۹، حزب جمهوری‌خواه منحل شد و پولیتزر پس از مدتی به دموکراتها پیوست. پس از چندی تلاش در عرصهٔ روزنامه‌نگاری و کسب تجربه‌های تازه، در ۱۸۷۲ روزنامهٔ پست را ۳۰ ۰۰ دلار خرید و سال بعد سهم خود در این روزنامه را با سودی سرشار فروخت. در ۱۸۷۹ نیز هم‌زمان دو روزنامهٔ سنت لوئیس دیسپچ و سنت لوئیس پست را خرید و پس از ادغام این دو، روزنامه سنت لوئیس پست دیسپچ را انتشار داد که هنوز هم به نام سنت لوئیس فعالیت دارد. این روزنامه، تریبونی مناسب برای او فراهم کرد تا بتواند عقاید پوپولیستی خود را به راحتی ابراز کند.

## ثروت
سال ۱۸۸۲ پولیتزر مردی ثروتمند بود و امتیاز روزنامهٔ نیویورک ورلد را ۳۴۶۰۰۰ دلار از جی گولد خرید. این روزنامه که پیش از آن، سالانه ۴۰ هزار دلار ضرر می‌داد، با مدیریت پولیتزر، روزنامه‌ای پرتیراژ شد. او با دقت، کاستی‌های دنیای روزنامه‌نگاری را پیدا می‌کرد و داستان‌های مورد علاقهٔ مردم را در آن چاپ می‌کرد. از سویی دیگر، او افشاگرانه و جنجالی کار می‌کرد و پرده از بسیاری رازها برمی‌داشت. کمی بعد با استخدام روزنامه‌نگار و محقق معروف، نلی بلی در ۱۸۸۷ کار خود را به اوج رسانید. روزنامه ورلد در ۱۸۹۵ نخستین روزنامهٔ کمدی رنگی به نام یلو کید را عرضه کرد. این روزنامه نیز مورد توجه مردم قرار گرفت و شمارگان آن در مدت زمان کوتاهی از ۱۵ هزار به ۶۰۰ هزار رسید.
موفقیت‌های پی در پی پولیتزر، حسادت رقبای او را برانگیخت و بسیاری از آن‌ها برای خراب کردن وجههٔ اجتماعی او دست به کار شدند. سردبیر روزنامه نیویورک سان مدعی بود که پولیتزر از دین برگشته‌است و مردم نباید با خرید روزنامهٔ یک کافر، از او حمایت کنند.
هر چند پولیتزر در این زمان با بازگشت بیماری و نیز در دوران بهبود در روزنامه حضور نداشت، ولی آن را از دور مدیریت می‌کرد. در ۱۸۹۵ ویلیام راندولف هرست امتیاز روزنامهٔ نیویورک ژورنال را از آلبرت برادر پولیتزر خرید و در پوشش دادن اخبار جنگ آمریکا و اسپانیا، رقابتی شدید میان این دو روزنامه درگرفت. این جنگ با انفجار یک رزم‌ناو آمریکایی در خلیج هاوانا در ۱۸۹۸ آغاز شد.
هرست با برانگیختن احساسات مردم تلاش می‌کرد اسپانیا را در این ماجرا مقصر نشان دهد و سرانجام رئیس‌جمهور وقت، علیه این کشور اعلام جنگ داد؛ ولی از آنجا که پولیتزر به دنبال کشف حقیقت بود، تلاش می‌کرد نشان دهد در این حادثه هیچ عمدی در کار نبوده و این انفجار، ناشی از خرابی در موتورخانه بوده‌است.
همین اختلاف نظر، جنگی تمام عیار بین این دو روزنامه به راه انداخت و سرانجام در ۱۹۰۹ به اتهام توهین به تئودور روزولت و جی پی مورگان، علیه پولیتزر اعلام جرم کردند و او به پرداخت چهل میلیون دلار محکوم شد. افشاگری‌هایش در ۱۹۱۱ نتیجه داد و پس از اعلام نتیجه نهایی کمیسیون تحقیق در عمدی نبودن حادثه، از این اتهام رها شد.
پولیتزر برای علاقه‌اش به روزنامه‌نگاری، در ۱۸۹۲ با پیشنهاد پول به ست لو رئیس دانشگاه کلمبیا، از او خواست نخستین مدرسهٔ روزنامه‌نگاری جهان را پایه گذارد، ولی او علاقه‌ای به این کار نشان نداد.
با جابه‌جایی رئیس این دانشگاه در ۱۹۰۲، نیکلاس موری باتلر برای ساخت این مدرسه، رغبت نشان داد؛ ولی این رؤیا تا پس از مرگ پولیتزر عملی نشد. این اسطورهٔ روزنامه‌نگاری، در وصیت‌نامهٔ خود، دو میلیون دلار برای دانشگاه کلمبیا در نظر گرفت.

## مرگ
پولیتزر ۱۹۱۱ در بندر چارلستون کارولینای جنوبی درگذشت و در گورستانی در برانکس نیویورک دفن شد. یک سال پس از مرگش دانشگاه کلمبیا، مدرسهٔ علمی روزنامه‌نگاری را بنیان گذاشت که هنوز هم یکی از معتبرترین مراکز آموزش روزنامه‌نگاری در جهان است و بسیاری از روزنامه‌نگاران برجسته در آن آموزش دیده‌اند.

## وصیت‌نامه
وی در وصیت‌نامه‌اش خواسته بود که هر سال به بهترین‌های هر حوزه، چهار جایزه به حوزهٔ خبرنگاری، چهار جایزه به حوزهٔ ادبیات و نمایشنامه، یک جایزه برای آموزش و چهار جایزه به صورت بورس خارج داده شود. در حوزهٔ ادبیات، این جایزه به بهترین و جدیدترین رمان آمریکایی، کتاب دربارهٔ تاریخچهٔ آمریکا، زندگینامهٔ یک فرد مشهور آمریکایی و معرفی خدمات دولتی توسط مطبوعات داده شود.
اما با گذشت زمان، اعطای جایزه پولیتزر دستخوش تغییر شده‌است. از آغاز اعطای جوایز پولیتزر در ۱۹۱۷ هیئت نظارت، به انجمن جایزه پولیتزر تغییر نام داد و اکنون شمار جوایز به ۲۱ رسیده و موضوعات جدیدی چون شعر، موسیقی و عکس نیز به‌آن‌ها افزوده شده‌است.
او عاشق روزنامه‌نگاری بود و این در وصیت‌نامه‌اش نیز بازتاب یافته‌است: «من به پیشرفت خبرنگاری بسیار علاقه‌مندم و زندگی‌ام را در این کار سپری کردم و به آن به عنوان حرفه‌ای بی‌نظیر نگریستم. معتقدم که اهمیت شگفت آن به خاطر اثراتش بر افکار عمومی است.
مایلم که در جذب جوانان با شخصیت و توانا به این حرفه کمک کرده و نیز آنهایی که در این حرفه مشغول به کار هستند را یاری دهم تا به بالاترین درجات روشنفکری و اندیشمندی و اصول اخلاقی برسند».
از پولیتزر هیچ‌گاه برای تلاش‌هایش سپاس‌گزاری نشد، اما نامش نیک و پایدار ماند.